# Munir Itani
Munir Itani – libański narciarz alpejski, uczestnik zimowych igrzysk olimpijskich
Itani wziął udział w kombinacji na Zimowych Igrzyskach Olimpijskich 1948 w szwajcarskim Sankt Moritz, jednak nie ukończył tych zawodów.
Itani nigdy nie wystartował na mistrzostwach świata.

## Osiągnięcia

### Zimowe igrzyska olimpijskie
| Igrzyska        | Konkurencja | Czas | Wynik | Zwycięzca      |
| --------------- | ----------- | ---- | ----- | -------------- |
| St. Moritz 1948 | Kombinacja  | -    | DNF   | Henri Oreiller |